# 多塞勒
多塞勒（法語：Docelles，法語發音：[dɔsɛl] ⓘ）是法国大東部大區孚日省的一个市镇，属于埃皮纳勒区。

## 地理
多塞勒（48°8'44"N, 6°37'4"E）面积8.74 平方千米，位于法国大東部大區孚日省，该省份为法国东北部内陆省份，北起默兹省和默尔特-摩泽尔省，西接上马恩省，南至上索恩省和贝尔福地区省，东临上莱茵省和下莱茵省。
与多塞勒接壤的市镇（或旧市镇、城区）包括：勒鲁利耶、拉讷沃维尔-德旺莱庞日、沙蒙塔吕、舍尼梅尼勒、代西蒙、福孔皮埃尔。

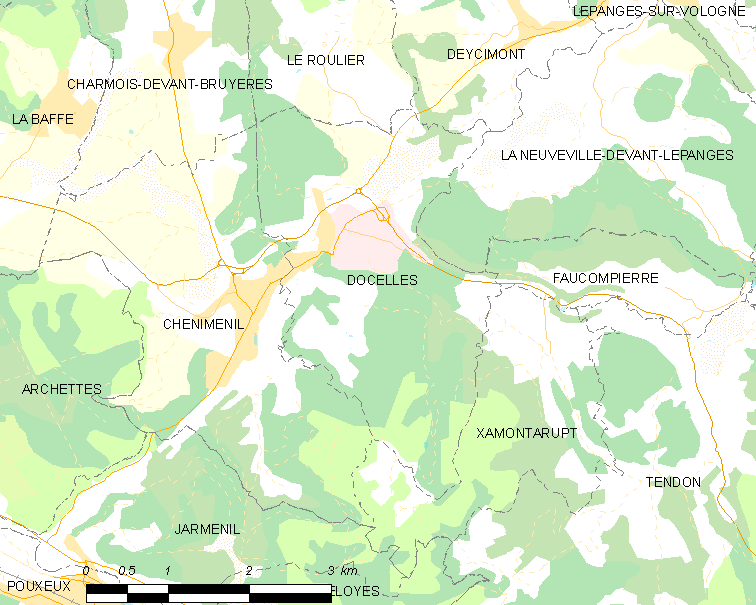
多塞勒的OSM定位图

多塞勒的时区为UTC+01:00、UTC+02:00（夏令时）。

## 行政
多塞勒的邮政编码为88460，INSEE市镇编码为88135。

## 政治
多塞勒所属的省级选区为布吕耶尔县。

## 人口

1962-2008年间多塞勒人口变化图示

多塞勒于2022年1月1日时的人口数量为864人。